# ایپریل (گروه موسیقی)
اِیپریل (کره‌ای: 에이프릴؛ انگلیسی: April) یک گروه دخترانه اهل کره جنوبی بود که توسط دی‌اس‌پی مدیا شکل گرفت. گروه در ۲۴ اوت ۲۰۱۵ با انتشار نخستین آلبوم چندآهنگه خود به نام رویاپردازی فعالیتش را آغاز کرد. لاین‌آپ نهایی گروه شامل شش عضو بود: چه‌کیونگ، چه‌وون، نااون، یه‌نا، ریچل و جین‌سول. این گروه در ۲۸ ژانویه ۲۰۲۲ به صورت رسمی منحل شد.

## اعضا
- چه‌وون (کره‌ای: 채원)
- نااون (کره‌ای: 나은)
- یه‌نا (کره‌ای: 예나)
- جین‌سول (کره‌ای: 진솔)
- سومین (کره‌ای: 소민) (۲۰۱۵)
- هیون‌جو (کره‌ای: 현주) (۲۰۱۵–۲۰۱۶)
- چه‌کیونگ (کره‌ای: 채경) (۲۰۱۶–۲۰۲۱)
- ریچل (کره‌ای: 레이첼) (۲۰۱۶–۲۰۲۱)